# Aldo Gastaldi
Aldo Gastaldi, nome di battaglia Bisagno (Genova, 17 settembre 1921 – Cisano di Bardolino, 21 maggio 1945), è stato un militare e partigiano italiano.

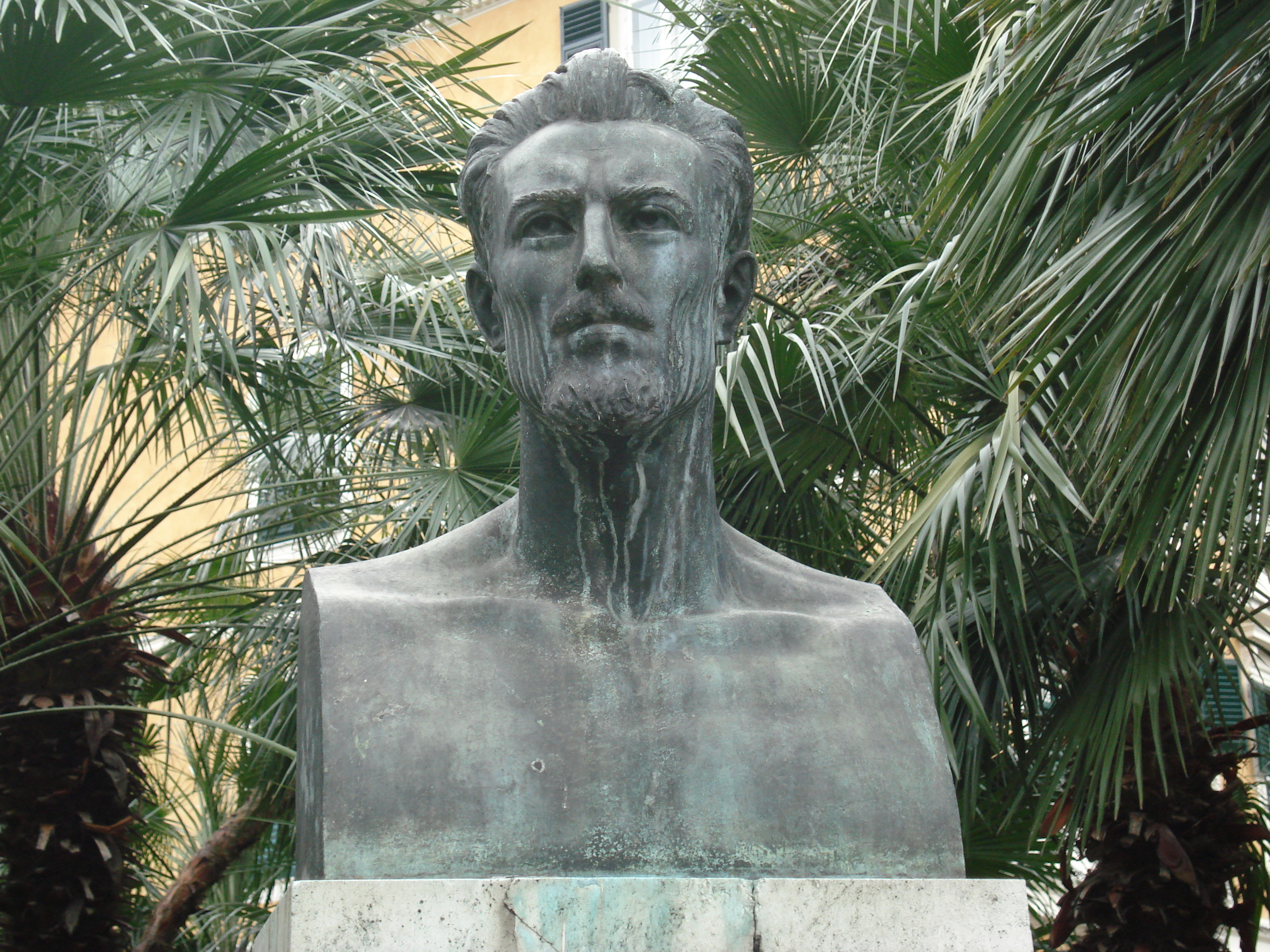
Monumento ad Aldo Gastaldi a Genova

È stato il maggior esponente del movimento della Resistenza italiana operante a Genova e una delle figure più fulgide della lotta di liberazione.
Prese il nome di battaglia dall'omonimo torrente, il Bisagno, che attraversa la città di Genova. Attivo nelle brigate Garibaldi politicamente vicine al PCI, Bisagno, che era invece apolitico e cattolico, premette molto per il mantenimento di un certo pragmatismo politico all'interno del movimento partigiano, in forte contrasto con altri dirigenti impegnati nel massiccio reclutamento politico.
Per la prontezza della sua adesione all'antifascismo e, fin dall'indomani dell'8 settembre, alla resistenza attiva antitedesca, Bisagno fu definito da Paolo Emilio Taviani come il "primo partigiano d'Italia".
La Chiesa cattolica ne ha avviato la causa di beatificazione.

## Biografia

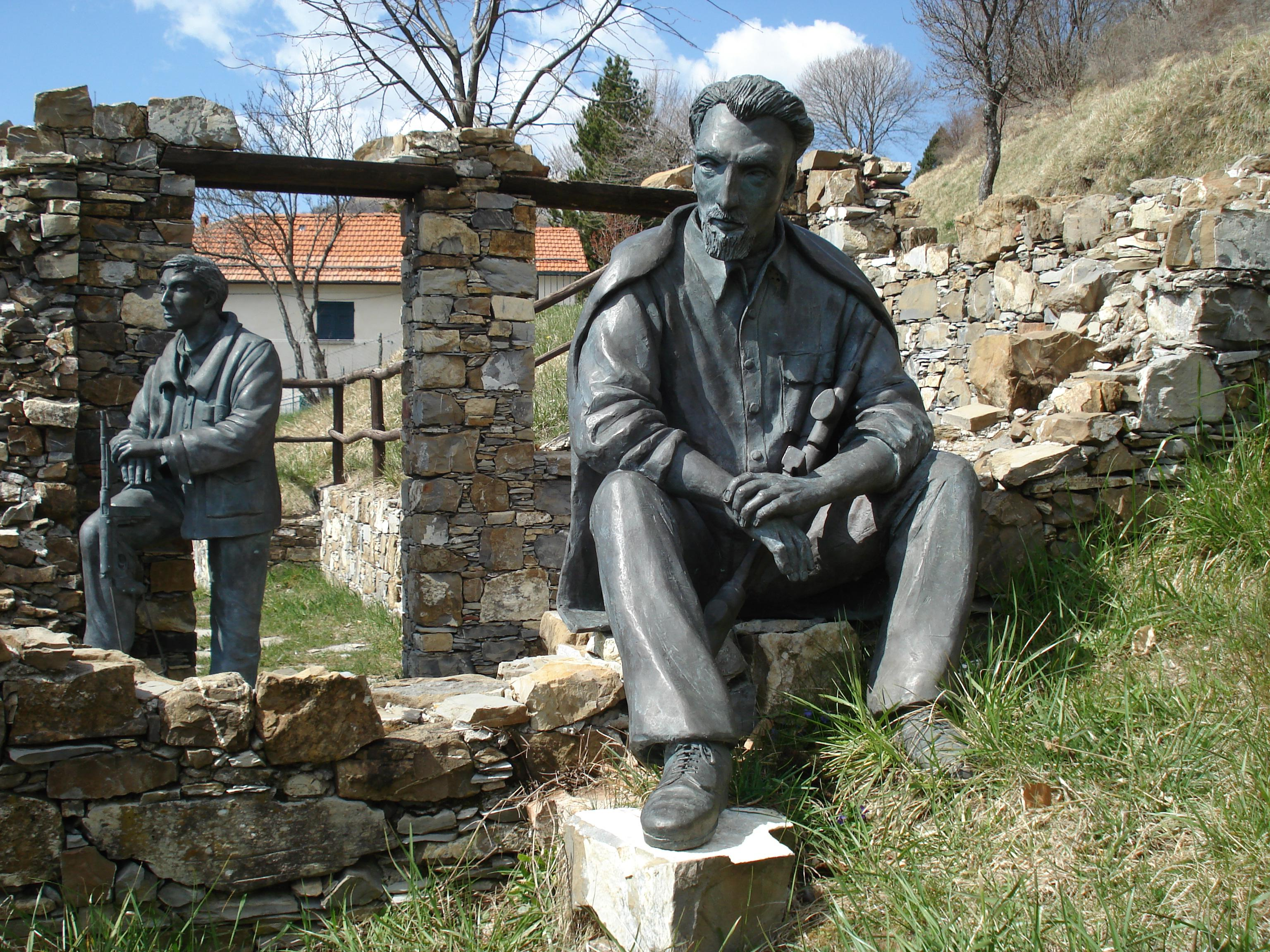
Monumento di Bisagno a Fascia

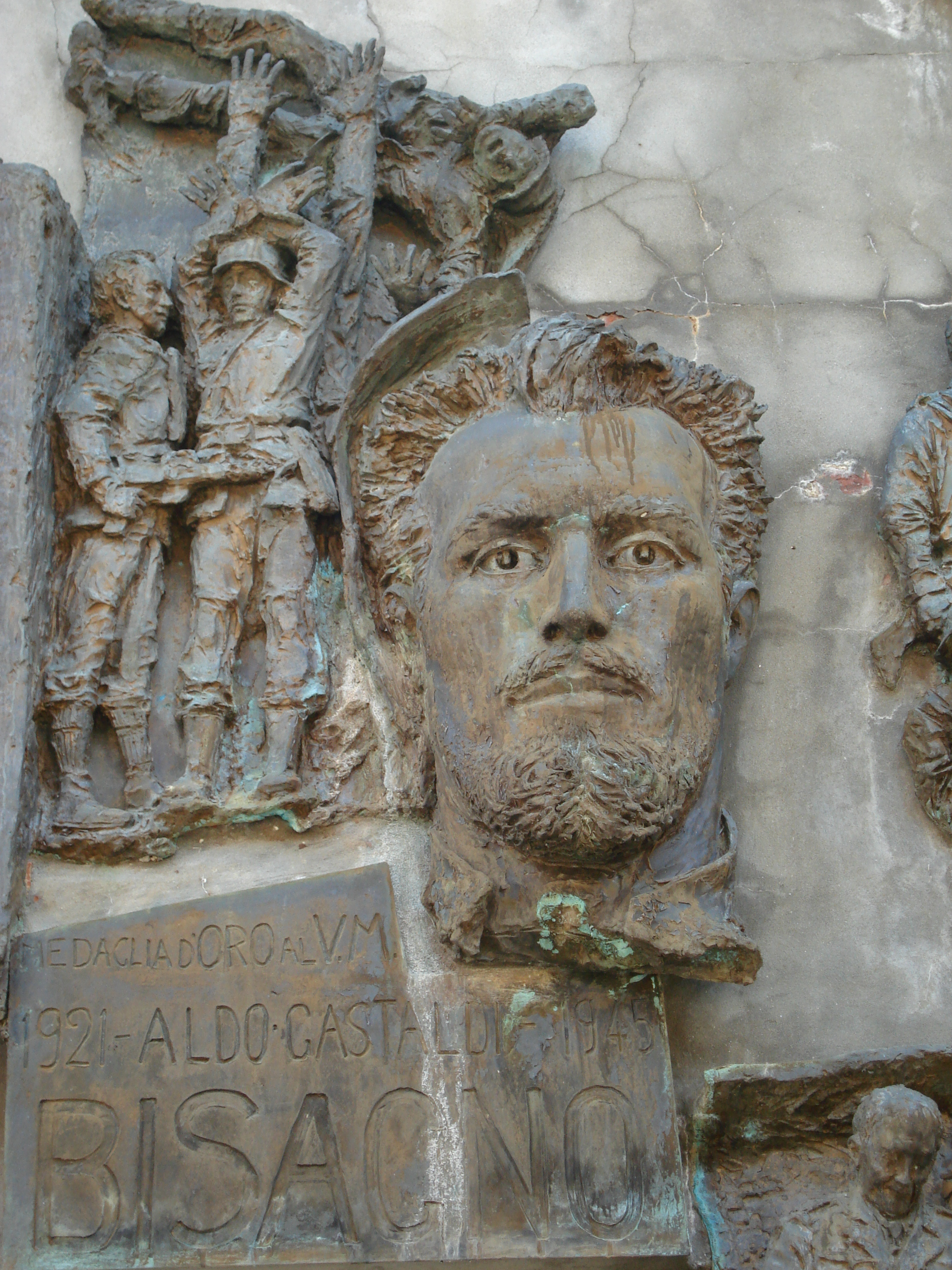
Monumento di Bisagno a Rovegno

Aldo Gastaldi nacque a Granarolo, quartiere di Genova, il 17 settembre 1921. Appassionato camminatore e cacciatore, a 13 anni si recava da solo a piedi sulla vetta del monte Antola con un viaggio a piedi di 12 ore. Pilone della squadra di rugby dell'Istituto Galilei e canottiere della Società Canottieri Genovesi Elpis. Dopo il diploma conseguito all'Istituto Galileo Galilei di Genova fu impiegato all'Ansaldo di Sestri Ponente e studente di economia all'Università di Genova.
Durante la guerra venne chiamato alle armi: a venti anni, sottotenente del Genio, addetto a funzioni di marconista a Chiavari, con il 15º Reggimento Genio.
Il 25 luglio 1943 mentre era in servizio di ordine pubblico col suo plotone distrusse i simboli della Casa del Fascio di Chiavari. Dopo l'armistizio dell'8 settembre nascose le armi ai tedeschi nei pressi del castello di Chiavari e nelle settimane successive venne contattato dal Partito Comunista tramite Giovanni Serbandini "Bini" per dar vita a una formazione partigiana. Nacque così, presso un casone di contadini sulle alture di Cichero, una frazione di San Colombano Certenoli sulle pendici del Monte Ramaceto, nell'inverno del 1943 il primo nucleo di quella che da lì a qualche mese sarebbe diventata la Divisione Cichero, la più famosa e temuta operante nella zona.
Dotato di forte personalità, Aldo Gastaldi, fervente cattolico e fermamente apartitico, insieme al comunista Serbandini stabilì per gli uomini della Divisione severe regole di comportamento, il famoso "Codice di Cichero" che tutti i partigiani si impegnarono a rispettare nonostante le condizioni al limite della sopravvivenza: "in attività e nelle operazioni si eseguono gli ordini dei comandanti, ci sarà poi sempre un'assemblea per discuterne la condotta; il capo viene eletto dai compagni, è il primo nelle azioni più pericolose, l'ultimo nel ricevere il cibo e il vestiario, gli spetta il turno di guardia più faticoso; alla popolazione contadina si chiede, non si prende, e possibilmente si paga o si ricambia quel che si riceve; non si importunano le donne; non si bestemmia". Bisagno combatté tenacemente esponendosi sempre in prima persona contro la politicizzazione della Divisione e delle formazioni Partigiane.
Come riportato dal "Dizionario della Resistenza" (Einaudi, 2001) e dal "Dizionario della Resistenza in Liguria" di Gimelli e Battifora (De Ferrari, 2008), "Bisagno" era decisamente critico nei confronti del partitismo, poiché esso avrebbe potuto "[....] incrinare la lotta partigiana [...]. "Noi non abbiamo un partito, noi non lottiamo per avere un domani un "careghìn", vogliamo bene alle nostre case, vogliamo bene al nostro suolo e non vogliamo che questo sia calpestato dallo straniero, dobbiamo agire nella massima giustizia e liberi da prevenzioni". Bisagno, uomo dotato di forte personalità e carisma scriveva all'età di 21 anni: Continuerò a gridare ogniqualvolta si vogliano fare ingiustizie e griderò contro chiunque, anche se il mio grido dovesse causarmi disgrazie o altro".
Morì il 21 maggio 1945 cadendo dal tetto della cabina del mezzo su cui stava viaggiando (un autocarro Fiat 666), finendo sotto le ruote, nella frazione Cisano di Bardolino, sulla sponda veronese del lago di Garda, mentre accompagnava a casa gli alpini del battaglione Vestone della Divisione Alpina Monterosa, che avevano deciso di combattere al suo fianco, per tener fede alla promessa fatta a Cabella Ligure il 4 novembre 1944. L'improvvisa morte di Bisagno, avvenuta nei giorni convulsi che seguirono la Liberazione, ha suscitato diverse polemiche. In particolare, s'è ipotizzato un omicidio per la sua opposizione alle frange comuniste del movimento partigiano. La tesi dell'omicidio, tuttavia, non è mai stata provata ed è contestata da diverse testimonianze, che insistono sull'accidentalità dell'evento. Giampaolo Pansa, pur non prendendo esplicitamente posizione sul tema, ha riportato i dubbi riguardanti la fine di Bisagno in un articolo e anche nel suo libro del 2018 Uccidete il comandante bianco. Il libro di Pansa è stato criticato in quanto, non citando fonti e testimonianze, si avvicinerebbe più a un romanzo che a un'opera storica. Alla fine degli anni novanta un documento firmato da ex capi partigiani di ogni tendenza politica (cattolici, socialisti, comunisti, liberali), oltre a contestare le tesi sul possibile omicidio, avviò le procedure per la traslazione della salma del Comandante nel Pantheon del Cimitero monumentale di Staglieno, a Genova. Nel 2015 il libro "Bisagno" di Marco Gandolfo, con annesso documentario trasmesso più volte sul canale Focus, riportando numerosissime testimonianze dirette di compagni d'armi, di lotta partigiana, amici e parenti del Gastaldi ha rinnovato fortemente la tesi dell'omicidio dovuta all'avversione dell'eroe al movimento comunista e alle sue pratiche violente definite dallo stesso Gastaldi fasciste. Come lui stesso disse alla sua truppa "Io sono venuto in montagna per combattere il metodo fascista, non i fascisti in quanto tali. Combatterò sempre il metodo fascista ovunque lo riconoscerò, che sia fra bianchi, neri, rossi o gialli".
Con un editto arcivescovile del 31 maggio 2019, il cardinale Angelo Bagnasco ha avviato la causa di beatificazione e canonizzazione di Aldo Gastaldi.

### Riconoscimenti
Ad Aldo Gastaldi il comune di Genova ha dedicato un'importante arteria cittadina (rinominando il corso Giulio Cesare) su cui si affaccia la Casa dello Studente, teatro negli anni dell'occupazione nazista di efferate torture. Una statua con lapide a suo ricordo si trova in via XII Ottobre, tra piazza Corvetto e il Parco dell'Acquasola, nel centro cittadino. Sempre a Genova un Istituto Tecnico Industriale porta il suo nome.
Una stele commemorativa in marmo con busto bronzeo si trova nei giardini della stazione di Chiavari.
Il 24 aprile 2005 i resti mortali di Aldo Gastaldi sono stati traslati dal Campo di Trento e Trieste al Pantheon del Cimitero monumentale di Staglieno, dove riposano i genovesi più illustri. Nel 2009 Aldo Gastaldi è stato inserito nell'agenda pastorale liturgica di servizio e di memoria della Diocesi di Genova e annoverato tra coloro che hanno onorato la Chiesa genovese nel XX secolo. Nello stesso anno sorge a Genova l'istituto di istruzione superiore A. Gastaldi-G. C. Abba come unificazione di due istituti (A. Gastaldi, industriale, anni '50 - G. C. Abba, polo chimico di Genova, 1925).
A Gastaldi è inoltre intitolata la sede genovese della Federazione universitaria cattolica italiana.